# العلاقات المالية الهايتية
العلاقات المالية الهايتية هي العلاقات الثنائية التي تجمع بين مالي وهايتي.

## مقارنة بين البلدين
هذه مقارنة عامة ومرجعية للدولتين:
| وجه المقارنة                                              | مالي            | هايتي                                |
| --------------------------------------------------------- | --------------- | ------------------------------------ |
| المساحة (كم2)                                             | 1.24 مليون      | 27.75 ألف                            |
| عدد السكان (نسمة)                                         | 18.54 مليون     | 10.98 مليون                          |
| الكثافة السكانية (ن./كم²)                                 | 14.95           | 395.68                               |
| العاصمة                                                   | باماكو          | بورت أو برانس                        |
| اللغة الرسمية                                             | لغة فرنسية      | لغة فرنسية، اللغة الكريولية الهايتية |
| العملة                                                    | فرنك غرب أفريقي | جوردة هايتية                         |
| الناتج المحلي الإجمالي (بليون دولار)                      | 15.29 مليار     | 8.41 مليار                           |
| الناتج المحلي الإجمالي (تعادل القوة الشرائية) بليون دولار | 35.69 مليار     | 18.82 مليار                          |
| الناتج المحلي الإجمالي الاسمي للفرد دولار أمريكي          | 724             | 818                                  |
| الناتج المحلي الإجمالي للفرد دولار أمريكي                 | 1.60 ألف        | 1.73 ألف                             |
| مؤشر التنمية البشرية                                      | 0.419           | 0.483                                |
| رمز المكالمات الدولي                                      | +223            | +509                                 |
| رمز الإنترنت                                              | .ml             | .ht                                  |
| المنطقة الزمنية                                           | 00              | 00                                   |

## منظمات دولية مشتركة
يشترك البلدان في عضوية مجموعة من المنظمات الدولية، منها:
| علم المنظمة | اسم المنظمة                                 | تاريخ انضمام مالي | تاريخ انضمام هايتي |
| ----------- | ------------------------------------------- | ----------------- | ------------------ |
|             | البنك الدولي للإنشاء والتعمير               | 27 سبتمبر 1963    | 8 سبتمبر 1953      |
|             | منظمة التجارة العالمية                      | ?                 | ?                  |
|             | المركز الدولي لتسوية المنازعات الاستشارية   | 2 فبراير 1978     | 26 نوفمبر 2009     |
|             | منظمة حظر الأسلحة الكيميائية                | ?                 | ?                  |
|             | الأمم المتحدة                               | 28 سبتمبر 1960    | 24 أكتوبر 1945     |
|             | مجموعة دول أفريقيا والكاريبي والمحيط الهادئ | ?                 | ?                  |
|             | منظمة الشرطة الجنائية الدولية               | ?                 | ?                  |
|             | وكالة ضمان الاستثمار متعدد الأطراف          | 22 أكتوبر 1992    | 11 ديسمبر 1996     |
|             | يونسكو                                      | 7 نوفمبر 1960     | 18 نوفمبر 1946     |
|             | مؤسسة التنمية الدولية                       | 27 سبتمبر 1963    | 13 يونيو 1961      |
|             | مؤسسة التمويل الدولية                       | 9 مايو 1978       | 20 يوليو 1956      |
|             | الاتحاد البريدي العالمي                     | ?                 | ?                  |
|             | الاتحاد الدولي للاتصالات                    | 21 أكتوبر 1960    | 10 أكتوبر 1927     |

## وصلات خارجية
- موقع وزارة الخارجية الهايتية